# Festival di Massenet
Il Festival di Massenet (Festival Massenet) è un festival biennale di musica dedicato al compositore francese Jules Massenet, che si tiene a Saint-Étienne, in Francia, vicino alla zona in cui è nato il compositore. Il primo Festival di Massenet ebbe luogo nel novembre del 1990, quando furono presentati l'opera Cléopâtre e l'oratorio La Vierge. Negli ultimi anni sono stati tenuti spettacoli nel Grand Théâtre Massenet, uno dei teatri dell'Opéra Théâtre de Saint-Etienne e prima noto come L'Esplanade.

## Storia
Nominato per dirigere l'Opéra de Saint-Etienne nel 1986, Jean-Louis Pichon invitò Jean-Pierre Jacquillat a diventare direttore musicale. Poco dopo l'anziana vedova di un capo elettricista del Théâtre Eden consegnò una massa di rare partiture vocali, tra cui Amadis di Massenet. Incuriosito, Pichon ottenne la partitura orchestrale completa per Jacquillat, ma il direttore rimase ucciso quell'agosto in un incidente stradale e fu necessario un rimpiazzo urgente. Alla fine Pichon trovò Patrick Fournillier, allora capo dell'Orchestre d'Auvergn.
Il rilancio di Amadis nel gennaio 1988 fu un grande successo, trasmesso da Radio-France, che portò a un problema commerciale con l'orchestra e il coro dell'Opéra national de Paris. Come parte della celebrazione bicentenaria della rivoluzione francese, Thérèse fu messa in scena nel 1989 in diversi teatri, Monte Carlo, poi Saint-Etienne, (la cui produzione fu selezionata per rappresentare la Francia al Festival europeo della cultura di Karlsruhe), poi Łodz e Zagabria.
Dopo il successo della messa in scena di Amadis di Massenet nel 1988 durante questo festival "non ufficiale" delle sue opere, gli organizzatori decisero di chiedere finanziamenti per dei festival regolari; la Région Rhône-Alpes e France Télécom diventarono i principali sponsor e il primo Festival di Massenet ebbe luogo nel novembre 1990.
Il Festival ha occasionalmente inserito una conferenza sul compositore. Nel 1992 fu « Massenet et son œuvre dans le contexte esthétique de son temps ». Tra i relatori di quest'ultimo, Roger Delage su Massenet e Chabrier, Steven Huebner sul wagnerismo in Esclarmonde, Hugh Macdonald su Massenet ed il comico e Gérard Condé sul linguaggio musicale di Massenet. Nel 2001 il tema fu « Le livret d’opéra au temps de Massenet » (pubblicato come libro nel 2002), con argomenti come la carriera di Louis Gallet, l'utilizzo di Pierre Loti nel teatro lirico e la scelta dei soggetti operistici di Massenet.
Il teatro dell'opera L'Esplanade a Saint-Étienne andò a fuoco (per incendio doloso) nel settembre del 1998 e la coproduzione originariamente pianificata di Le Roi de Lahore con il Grand Théâtre de Bordeaux fu vista per la prima volta in quella città prima di essere messa in scena a Saint-Etienne l'anno successivo in un teatro temporaneo sul sito dell'Esposizione di Foire. La riapertura del Théâtre de l'Esplanade nel marzo 2001 presentò Hérodiade (con Alexia Cousin, Alain Fondary, Béatrice Uria-Monzon e Luca Lombardo) e il sesto Festival a novembre di quell'anno offrì Roma che Pichon aveva già prodotto per Martina Franca nel 1999.

## Momenti salienti del festival
Nel 1992 fu messa in scena Esclarmonde (con Denia Mazzola Gavazzeni nel ruolo della protagonista) insieme a Grisélidis e all'oratorio La Terre Promise (con Laurent Naouri), mentre il Terzo Festival di Massenet nel 1994 portò il revival di Panurge e Le Cid. Nel 2003 il 7º Festival presentò Sapho, diretta da Laurent Campellone.
Nel corso degli anni sono state presentate le seguenti opere di Massenet:
- Cléopâtre e l'oratorio La Vierge (1990)
- Esclarmonde, Grisélidis (concerto) l'oratorio La Terre Promise (1992)
- Panurge e Le Cid (concerto) (1994)
- Thaïs (1996)
- Le roi de Lahore ed i balletti Le Carillon ed il balletto Le Cid (musica per balletto) (1999)
- Roma (Novembre 2001)[5]
- Sapho (2003)[6]
- Le jongleur de Notre-Dame (2005), preceduta dal balletto Cigale, contemporaneo dell'opera[7]
- Ariane (2007)[8]
- Manon (2009)
- Cendrillon e Le mage (Ottobre/Novembre 2012)

## Incisioni
Gli spettacoli del festival anteriori al 1995 sono stati pubblicati su CD Audio (etichetta Koch-Schwann) e ne sono seguiti altri, come Thérèse del 2012 (su Ediciones Singulares).